# Bunny Drop
Usagi Drop (яп. うさぎドロップ Усаги Дороппу) — дзёсэй-манга Юми Униты, выходившая в журнале Feel Young с октября 2005 по апрель 2011 года. В формате танкобонов выпущена издательством Shodensha. С июня по декабрь 2011 года также выходил спин-офф манги под названием Usagi Drop: Bangaihen, её автором снова выступала Юми Унита.
Под названием Bunny Drop серия лицензирована для выпуска на английском языке компанией Yen Press. Трансляция аниме-сериала по сюжету манги началась в июле 2011 года в программном блоке noitaminA.
В 2010 году режиссёр Сабу (Хироюки Танака) поставил фильм Bunny Drop. Кинокритики сравнивали его с «Малышом» Чарли Чаплина.
Оригинальное название состоит из двух японских слов, первое из них означает «кролик», а второе «леденец» (заимствовано из английского).

## Сюжет
Когда 30-летний Дайкити Кавати возвращается домой на похороны своего дедушки, он узнаёт о существовании Рин Кага, незаконнорождённой шестилетней дочери его дедушки от неизвестной матери. Девочка смущает всех родственников, и они относятся к ней как к изгою. Раздраженный их отношением, Дайкити решает позаботиться о Рин, хотя он не женат и не имеет опыта в воспитании детей. По мере того как Рин становится частью его жизни, Дайкити испытывает разнообразные трудности, связанные его родительскими обязанностями. Через год жизни вместе Дайкити осознает, что его жертвы ради Рин были не напрасны.
Начиная с пятого тома манги действие сюжета переносится на десять лет вперёд, когда Рин уже является подростком. В ходе дальнейшей истории, выясняется, что Дайкити и Рин не связаны кровным родством. Манга заканчивается на том, что Рин хочет иметь ребёнка от Дайкити.

## Персонажи
- Дайкити Кавати (яп. 河地 大吉 Кавати Дайкити) — 30-летний одинокий мужчина и опекун Рин. Поскольку Рин живёт в его доме, он бросает курить и решается на понижение в должности, чтобы сократить своё рабочее время. Несмотря на то, что до встречи с Рин Дайкити просто плыл по течению, он очень трудолюбив и считается лучшим в своём отделе. Дайкити не уверен в своей компетентности в деле воспитания Рин и постоянно спрашивает совета у своих коллег или у Юкари.
- Рин Кага (яп. 鹿賀 りん Кага Рин) — шестилетняя девочка, считающаяся внебрачной дочерью деда Дайкити — Соити Каги (яп. 鹿賀 宋一 Кага Со:ити) и мангаки Масако Ёсии (яп. 吉井 正子 Ёсии Масако). Масако бросила её ради карьеры. Рин очень независимая и часто самостоятельно решает проблемы. Живя с Дайкити, она учится готовить, чтобы радовать своего опекуна. Постепенно по ходу сюжета понимает, что любит Дайкити, но из-за родства не может решить, как ей быть. Ближе к концу узнает, что Соити не был её биологическим отцом, а только удочерил её. После этого она решает остаться с Дайкити навсегда, выйдя за него замуж.
- Коки Нитани (яп. 二谷 コウキ Нитани Ко:ки) — мальчик, с которым Рин подружилась в детском саду. Хотя по характеру он во многом является противоположностью Рин, Коки проникается к ней симпатией, поскольку, как и она, живёт только с одним из родителей. Когда Коки становится подростком, у него возникает желание завязать с Рин более близкие отношения. Но затем он понимает, что Рин любит Дайкити, и начинает пытаться помочь ей признаться в своих чувствах.
- Юкари Нитани (яп. 二谷 ゆかり Нитани Юкари) — привлекательная 32-летняя разведённая женщина, мать Коки. Помогает Дайкити заботиться Рин, давая ему полезные советы. В игровом фильме её муж погиб в автомобильной аварии, что становится понятно, когда Коки и Рин отправляются навестить могилы своих отцов на кладбище.

## Медиа-издания

### Манга
Манга Usagi Drop, написанная и иллюстрированная Юми Унитой, выходит в ежемесячном дзёсэй-журнале Feel Young с октября 2005 года. В формате танкобонов выпускается издательством Shodensha. По состоянию на октябрь 2010 года выпущено 8 томов.
Серия лицензирована издательствами Yen Press (англоязычные страны) и Delcourt (Франция).
| № | На японском языке    | На японском языке      | На английском языке   | На английском языке    |
| № | Дата публикации      | ISBN                   | Дата публикации       | ISBN                   |
| - | -------------------- | ---------------------- | --------------------- | ---------------------- |
| 1 | 19 мая 2006 года     | ISBN 978-4-39-676380-0 | 23 марта 2010 года    | ISBN 978-0-7595-3122-2 |
| 2 | 8 февраля 2007 года  | ISBN 978-4-39-676400-5 | 28 сентября 2010 года | ISBN 978-0-7595-3119-2 |
| 3 | 6 октября 2007 года  | ISBN 978-4-39-676421-0 | 23 марта 2011 года    | ISBN 978-0-7595-3120-8 |
| 4 | 17 мая 2008 года     | ISBN 978-4-39-676434-0 | сентябрь 2011 года    | ISBN 978-0-7595-3121-5 |
| 5 | 22 января 2009 года  | ISBN 978-4-39-676449-4 |                       | ISBN 978-0-3162-1033-1 |
| 6 | 8 августа 2009 года  | ISBN 978-4-39-676467-8 |                       | ISBN 978-0-3162-1719-4 |
| 7 | 8 февраля 2010 года  | ISBN 978-4-39-676485-2 |                       | ISBN 978-0-3162-1720-0 |
| 8 | 10 октябрь 2010 года | ISBN 978-4-39-676506-4 |                       | ISBN 978-0-3162-1722-4 |
| 9 | 8 июля 2011 года     | ISBN 978-4-39-676525-5 |                       | ISBN 978-0-3162-5277-5 |

### Аниме
Аниме-сериал по сюжету манги создан компанией Production I.G, его трансляция началась 7 июля 2011 года в программном блоке noitaminA телекомпании Fuji TV.
| № серии | Название серии                                                                       | Трансляция в Японии   |
| ------- | ------------------------------------------------------------------------------------ | --------------------- |
| 1       | Девочка-колокольчик «Риндо: но Оннаноко» (りんどうの女の子)                          | 7 июля 2011 года      |
| 2       | Обещание на мизинцах «Юби Кири Гемман» (ゆび切りげんまん)                            | 15 июля 2011 года     |
| 2.5     | Аквариум с листьями «Happa no Suizokukan» (はっぱの水族館)                           | октябрь 28, 2011      |
| 3       | Решение Дайкити «Дайкити но Кимэта Кото» (ダイキチの決めたこと)                      | 22 июля 2011 года     |
| 3.5     | Дорогой Санта «Santa-san E» (サンタさんへ)                                           | ноябрь 25, 2011       |
| 4       | Письмо «Тэгами» (てがみ)                                                             | 29 июля 2011 года     |
| 5       | Пусть Дайкити остаётся Дайкити «Дайкити ва Дайкити дэ Ий» (ダイキチはダイキチでいい) | 5 августа 2011 года   |
| 6       | Моё дерево «Ватаси но Ки» (わたしの木)                                               | 12 августа 2011 года  |
| 6.5     | Полный расцвет в небесах «Osora ni Mankai» (お空にまんかい)                          | декабрь 16, 2011      |
| 7       | Тайный побег из дома «Найсё дэ Иэдэ» (ないしょで家出)                                | 19 августа 2011 года  |
| 8       | Дедушкина драгоценность «Одзи:-тян но Дайдзи» (おじいちゃんのだいじ)                 | 25 августа 2011 года  |
| 8.5     | Дорога домой «Kaeri Michi» (かえり道)                                                | январь 27, 2012       |
| 9       | Тайфун пришёл! «Тайфу: га Кита!» (たいふうがきた!)                                   | 1 сентября 2011 года  |
| 10      | Желудочный грипп «Онака но Кадзэ» (おなかのかぜ)                                     | 8 сентября 2011 года  |
| 11      | Первый шаг «Хадзимэ но Иппо» (はじめの一歩)                                          | 15 сентября 2011 года |